# مکس هوباشر
مکس هوباشر (انگلیسی: Max Hubacher؛ زادهٔ ۱ اکتبر ۱۹۹۳) بازیگر اهل سوئیس است.
از فیلم‌ها یا برنامه‌های تلویزیونی که وی در آن نقش داشته‌است می‌توان به کاپیتان اشاره کرد.
وی همچنین برندهٔ جوایزی همچون جایزه فیلم سوئیس شده‌است.